# Aggelīs Charalampous
Aggelīs Charalampous (in greco: Αγγελής Χαραλάμπους; Larnaca, 31 maggio 1989) è un calciatore cipriota, difensore dell'AEZ Zakakiou.

## Carriera

### Club
Ha giocato nella prima divisione del campionato cipriota e quello scozzese.

### Nazionale
Ha giocato nella nazionale cipriota Under-21.
Ha esordito con la nazionale maggiore cipriota nel 2012.

## Palmarès

### Club

#### Competizioni nazionali
- Coppa di Cipro: 2

Apollōn Limassol: 2012-2013, 2015-2016
- Supercoppa di Cipro: 2

Apollōn Limassol: 2016, 2017